# Nicolai Klimii iter subterraneum

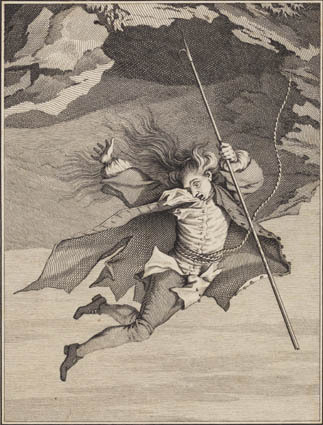
Klims Absturz ins Erdinnere (Johann Friderich Clemens, Radierung, 1786–1788).
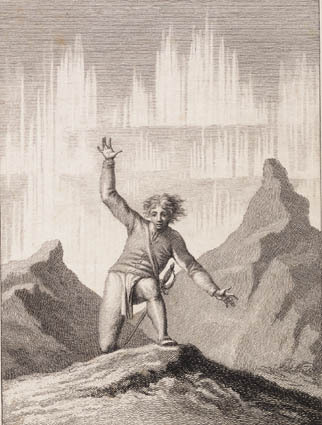
Klims Rückkehr zur Erdoberfläche (Johann Friderich Clemens, Radierung, 1786–1788).

Nicolai Klimii iter subterraneum (deutsch 1750: „Nicolai Klims Unterirdische Reise“) ist ein utopischer Roman des dänisch-norwegischen Schriftstellers Ludvig Holberg (1684–1754). Ein junger Akademiker trifft auf seiner Reise durch das Erdinnere auf wundersame Völker und Staaten wie philosophierende Bäume oder eine Affenrepublik. Die Geschichte verknüpft Phantastik, Satire und das aufklärerische Gedankengut mit der Vorstellung einer hohlen Erde und eines belebten Kosmos in ihr. Der Roman erschien 1741 und zählt zu den bedeutendsten und ausgereiftesten Spätwerken der neulateinischen Literatur.

## Handlung

### Auf dem Planeten der Bäume

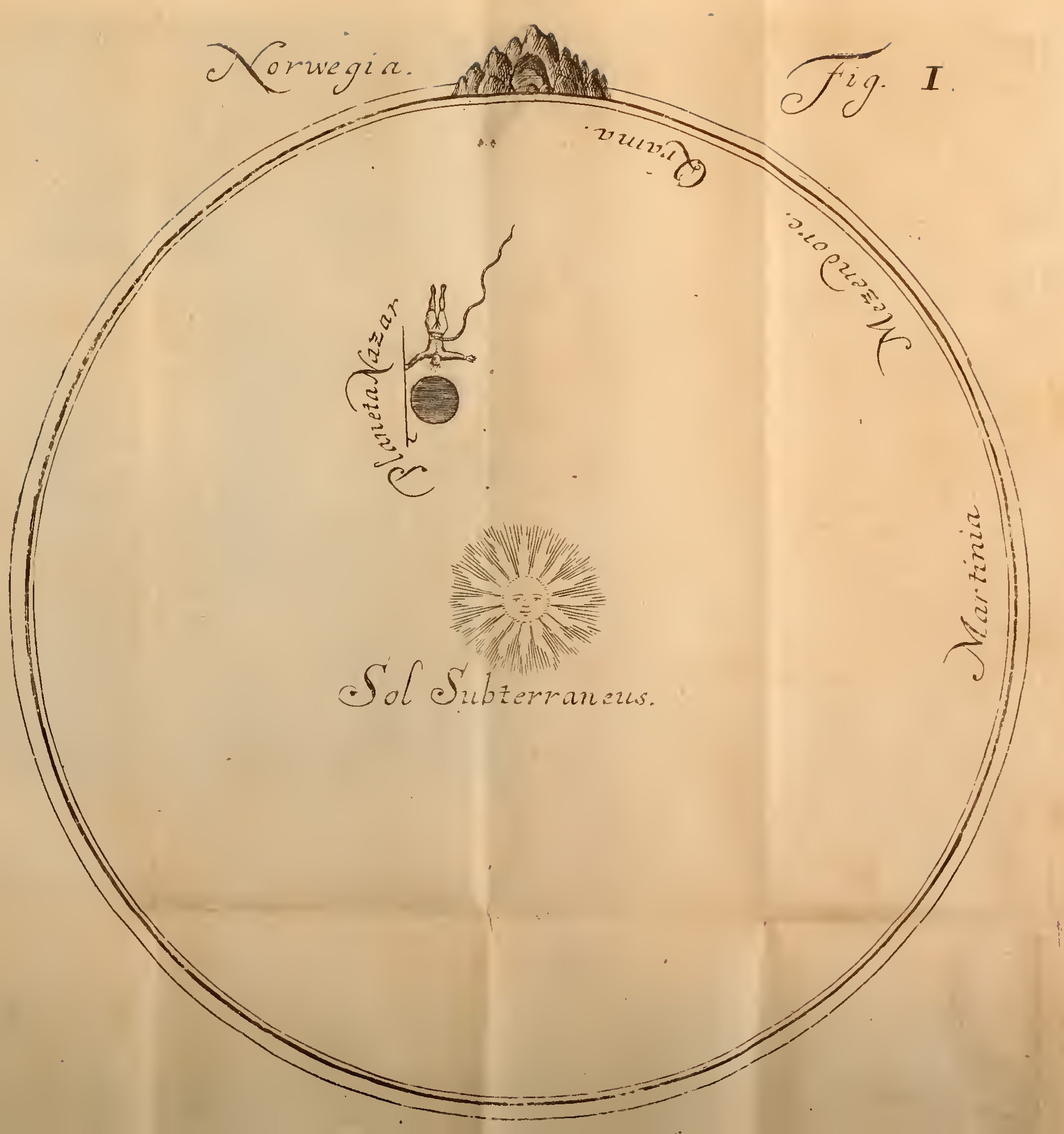
Schematischer Schnitt durch die Erde mit der unterirdischen Welt des Iter subterraneum. Illustration der Erstausgabe, 1741.
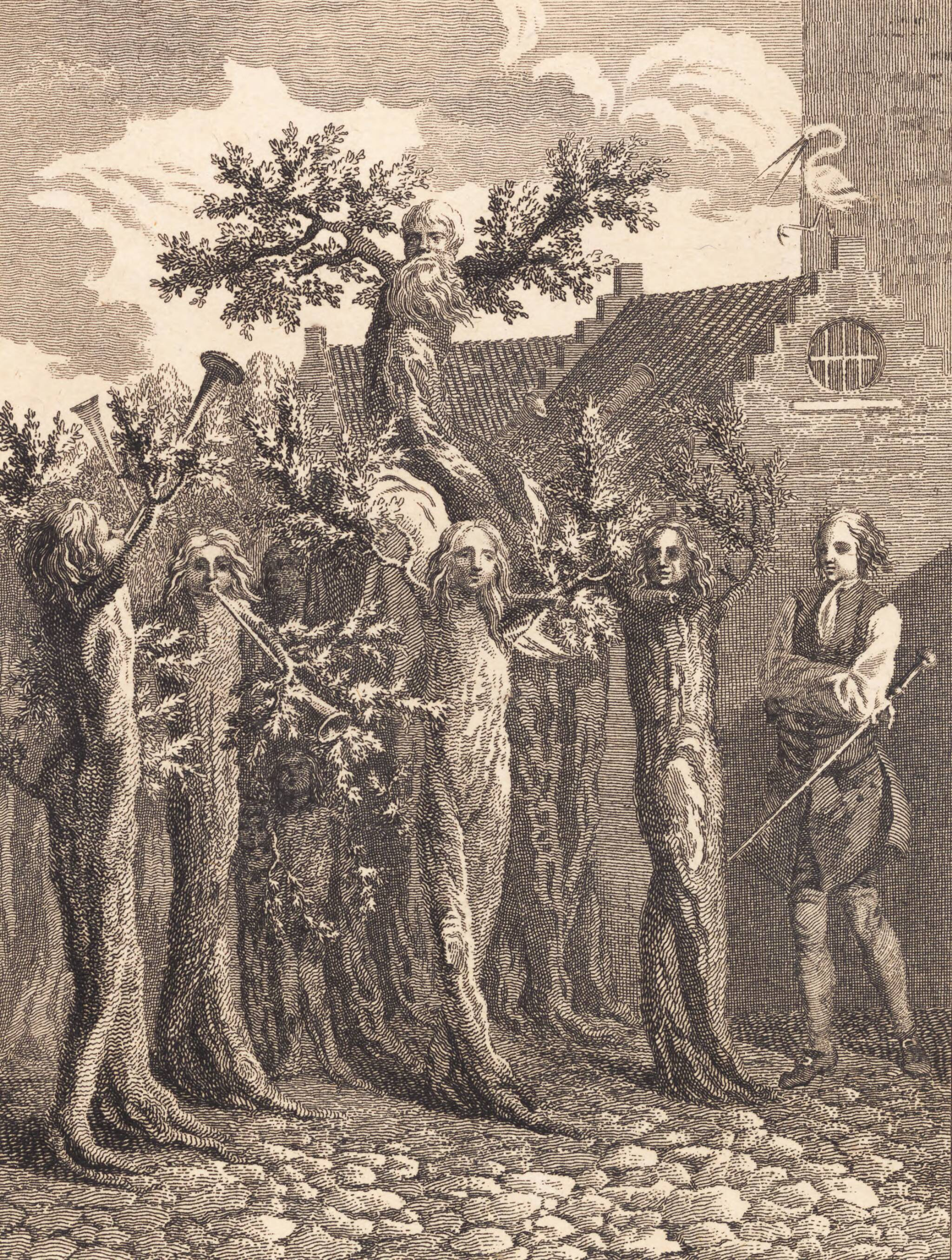
Triumphzug eines Potuaners (Johann Friderich Clemens, Radierung 1789).

Niels Klim, ein mittelloser Baccalaureus der Universität Kopenhagen, kehrt 1664 in seine Heimatstadt Bergen zurück. Um sich einen Namen zu machen, unternimmt Klim geologische Exkursionen. Als er in eine Erdspalte des Bergs Fløyen steigt, stürzt er ins Bodenlose ab. Er findet sich schwebend im hohlen Erdinneren wieder, das ein Kosmos im Kleinen ist. Im Zentrum strahlt eine zweite Sonne, um die ein Planet kreist. Klim landet auf diesem und trifft auf vernunftbegabte Baumwesen. Diese nennen ihre Hauptstadt „Potu“ und leben in einer aufgeklärten Monarchie. Die bedächtigen „Potuaner“ halten nicht viel vom vorlauten Klim, und seine Dissertation, welche die Verwendung des Pantoffels bei den alten Griechen und Römern beschreibt, beeindruckt sie auch nicht. Immerhin können sie ihn wegen ihrer eigenen kurzen Beine als Botenläufer gut gebrauchen. In dieser Funktion durchwandert er vier Jahre lang den „Nazar“ genannten Planeten. Er besucht eine Vielzahl anderer Städte und Länder, die ebenfalls von vernunftbegabten Bäumen mit eigentümlichen Sitten und Herrschaftsformen bewohnt werden. Klim, der mit seiner niedrigen Stellung am Fürstenhof nie zufrieden war, bringt einen Gesetzesvorschlag ein: Die Frauen sollen ihre bisherige politische Gleichstellung verlieren, da „das Staatswesen in Wanken gerät, wo die Frauen zu den Staatsämtern zugelassen“ sind. Klim behauptet, sich damit um das Gemeinwesen verdient machen zu wollen. Der eigentliche Grund ist aber, wie er sich insgeheim eingesteht, dass er ein Karrierist ist und sich für frühere Zurückweisungen an den Frauen rächen will. Der Fürst entsetzt sich über Klims Vorschlag: Da „ein Land oftmals an einem Mangel an tüchtigen Leuten leidet, ist es dumm, durch ein einziges Gesetz oder einen einzigen Ratschluss eine ganze Hälfte dieser Leute, nur wegen des Geschicks ihrer Geburt unfähig und amtsunwürdig zu erklären“.
Nachdem Klim als Aufrührer erkannt ist, hätte er zwar die Todesstrafe verdient. In Rücksicht auf seine zweifelhaften intellektuellen Fähigkeiten schickt ihn der Fürst nur in die Verbannung. Er wird in einen großen Kasten gesperrt, und ein riesiger Vogel spediert ihn zum Firmament.

### Im Firmament und zurück auf der Erdoberfläche

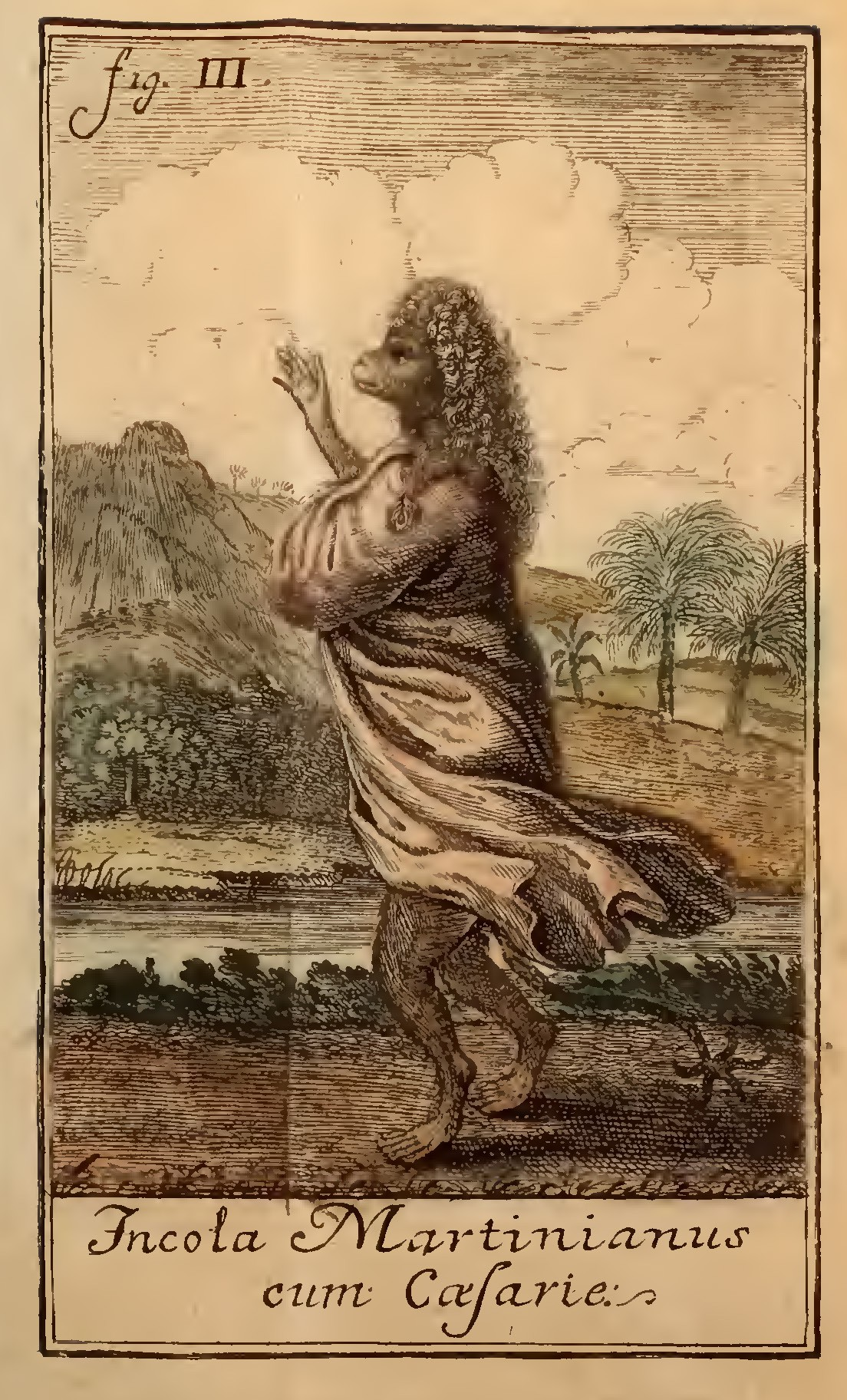
Incola Martinianus cum Caesarie („Ein Martinianer mit Perücke“). Illustration der Erstausgabe, 1741.
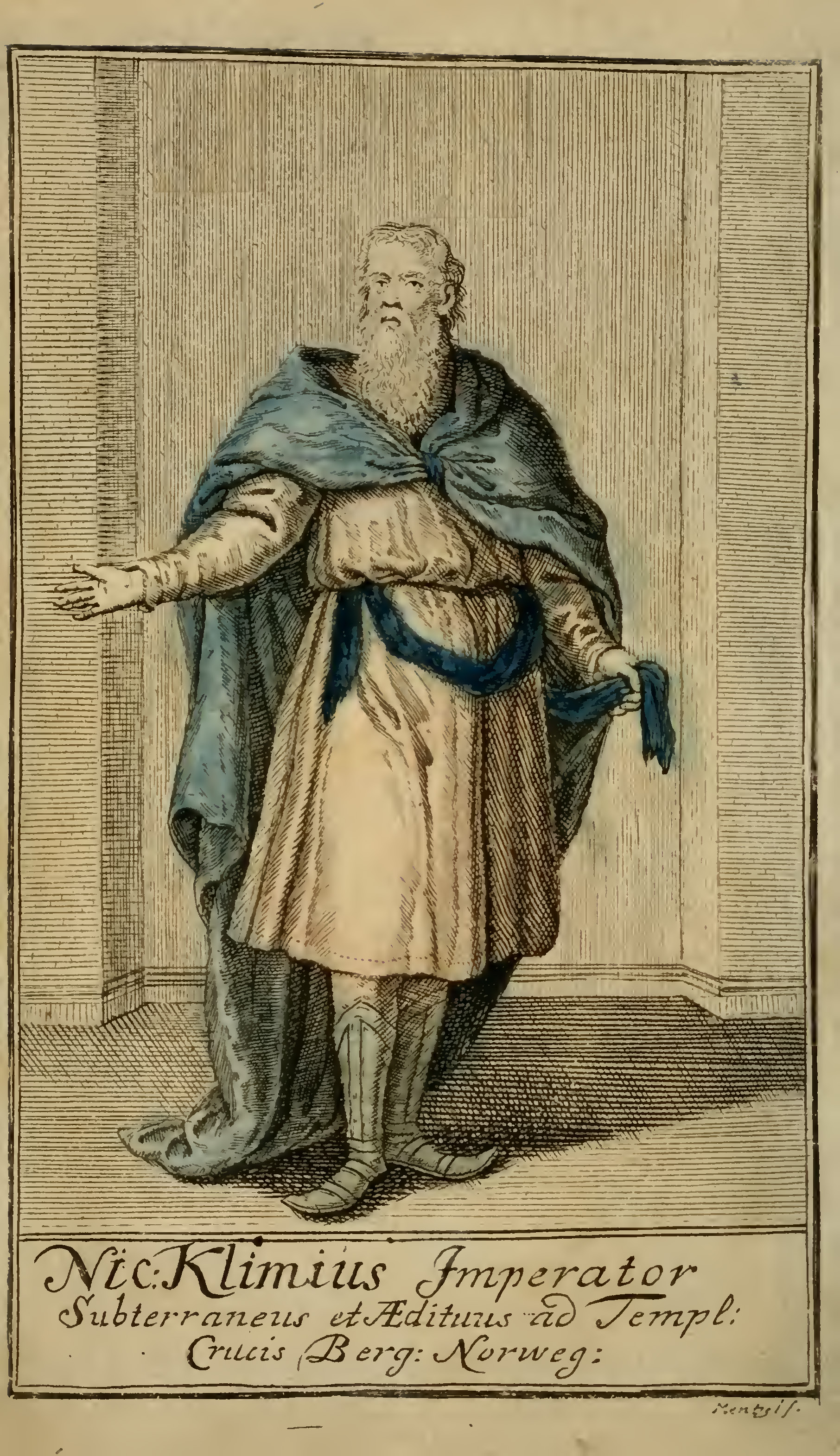
Nic: Klimius Imperator Subterraneus et Aedituus ad Templ: Crucis Berg: Norweg: („Niels Klim, Kaiser der unterirdischen Welt und Küster an der Kreuzkirche zu Bergen in Norwegen“). Illustration der Erstausgabe, 1741.

Das Firmament ist die Unterseite der Erdkruste und von vernunftbegabten Wesen aller Art bewohnt. Klim landet in „Martinia“, der Adelsrepublik der Affen. Diese sind stets auf Veränderungen aus, und Klim fertigt als neuste Mode eine Perücke aus Ziegenhaaren an. Der oberste Affe setzt diese auf, begeistert sich an seinem Spiegelbild und ruft, dass er nun den Göttern ganz nahe sei. Klim verschlägt es zu weiteren Völkern wie Eismenschen oder belebten Bassviolinen, dann auf die Insel „Mezendoria“, wo sich ein Handelsstaat etabliert hat. Dort leben alle Wesen des Firmaments zusammen und jeder übt die Aufgabe aus, zu der ihn sein Naturell am besten befähigt. Als Klim schiffbrüchig wird, retten ihn die „Quamiten“ – Menschen, deren Gesellschaft sich noch im Naturzustand befindet. Er bringt den „edlen Wilden“ die Zivilisation in Form von Schießpulver, stellt eine Armee auf und unterwirft das ganze Firmament. Klim nennt seine Herrschaft die „Fünfte Monarchie“, prächtiger und mächtiger als die vier älteren (die oberirdischen Großreiche der Assyrer, Perser, Griechen und Römer). Klim stößt auch auf den Bericht einer umgekehrten Reise auf die Erdoberfläche. Die Irritation und Belustigung des Berichtsschreibers über die Sitten und Gebräuche der europäischen Völker empören ihn. Klims Herrschaft wird zur Tyrannei. Es kommt zum Aufstand, und Klim muss fliehen. Wieder stürzt er durch eine Erdspalte, und der Fall bringt ihn zurück an die Erdoberfläche, an denselben Ort, wo er zwölf Jahre zuvor seine Reise begonnen hatte.
Klim findet eine Anstellung als Küster der Kreuzkirche in Bergen, heiratet, hat Kinder und führt ein einfaches, glückliches Leben. Bis an sein Lebensende besucht er aber die Erdspalte und weint dort seiner Vergangenheit als Kaiser des Firmaments nach.

## Genre
Nicolai Klimii iter subterraneum steht in der Tradition der neulateinischen Utopie, die mit Thomas Morus’ Utopia (1516) beginnt und ihre Fortsetzung in Werken wie Mundus alter et idem (Joseph Hall, 1605), Christianopolis (Johann Valentin Andreae, 1619), Civitas solis (Tommaso Campanella, 1623) und Nova Atlantis (Francis Bacon, 1638) hat. Holberg spielt darauf an, indem er die Hauptstadt der Baumwesen „Potu“ nennt, was rückwärts gelesen „Utop(ia)“ ergibt.

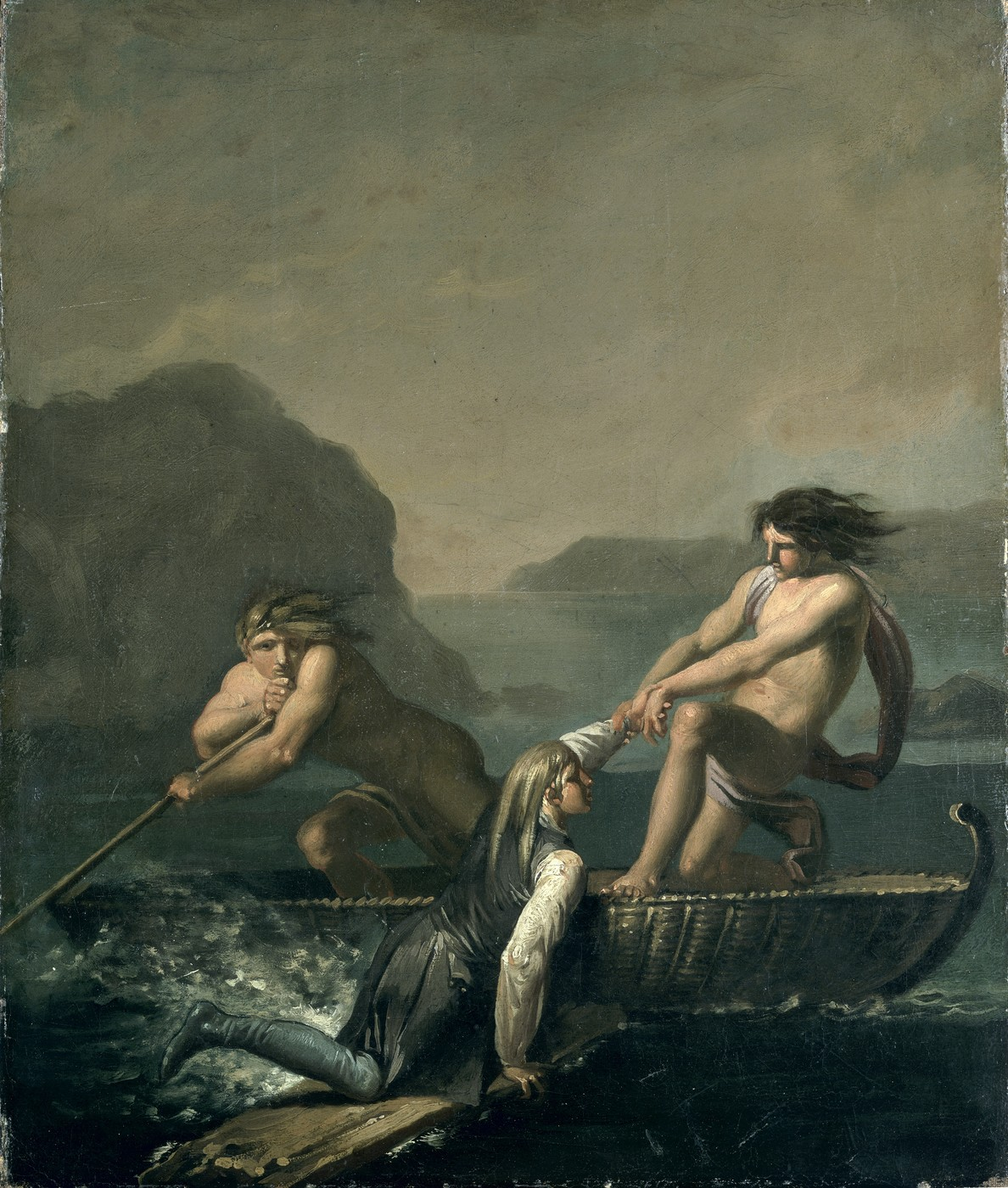
Klims Rettung durch die Quamiten (Nicolai Abildgaard, Öl auf Leinwand, 1787).
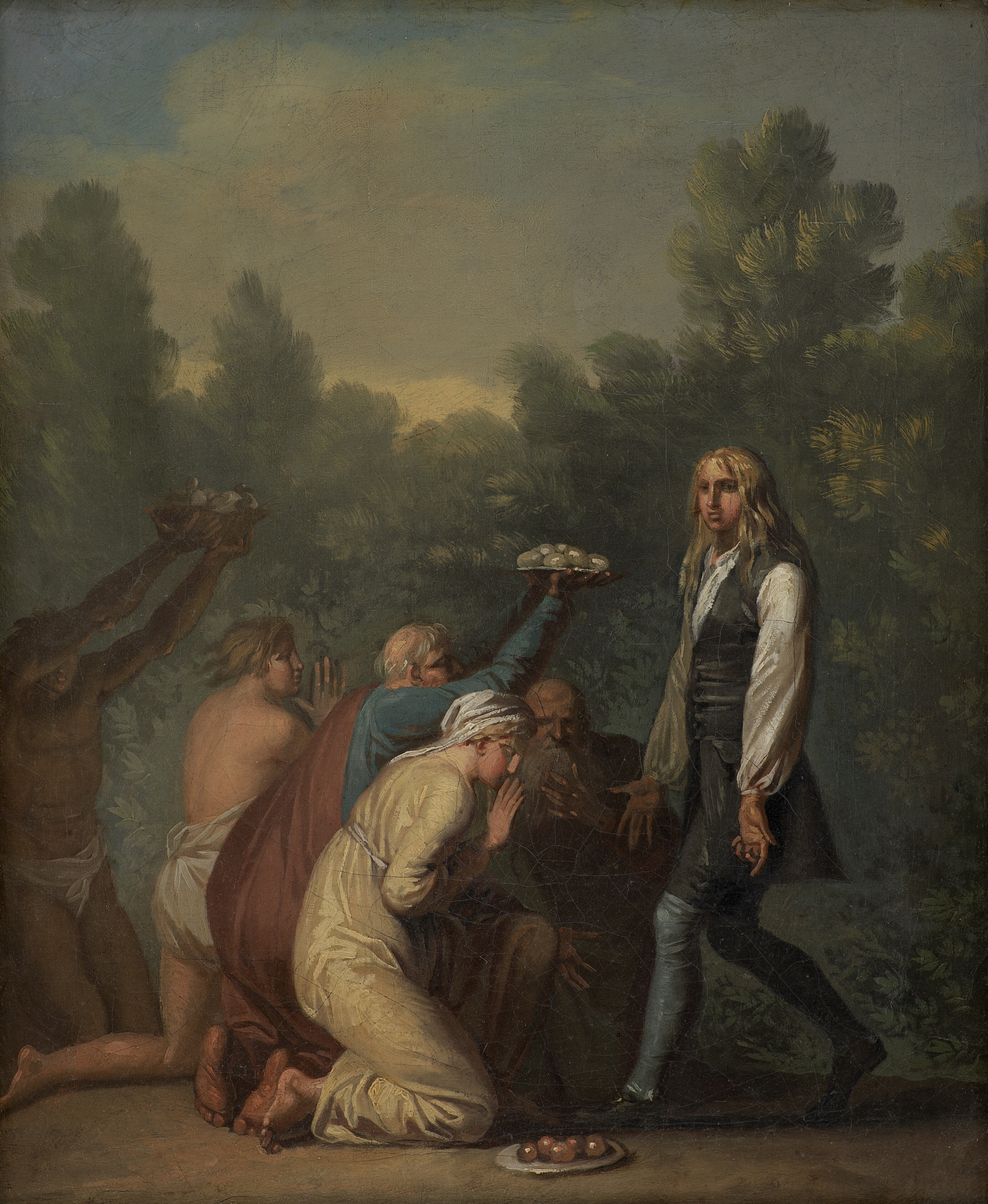
Klims Verehrung durch die Quamiten (Nicolai Abildgaard, Öl auf Leinwand, 1787).

Deutlich ist auch der Einfluss zeitgenössischer Reiseromane – insbesondere der Persischen Briefe (Montesquieu, 1721) und von Gullivers Reisen (Jonathan Swift, 1726), die wenige Jahre zuvor erschienen waren. Der Humor des Iter subterraneum ist aber stärker betont, wie überhaupt der Roman und sein Protagonist nicht in der Abscheu vor dem Menschen enden. Weder sind die „Quamiten“ (die edlen Wilden des Firmaments) Swifts abscheuliche, selbstsüchtige „Yahoos“, noch verzieht sich Klim am Ende seines Abenteuers in die misanthropische Selbstisolation wie Gulliver.
Für seine Szenerien zieht das Werk Inspiration aus Lukians antiker Phantastik (Wahre Geschichten, 2. Jh.) und aus mittelalterlichen und frühneuzeitlichen Naturkunden (Bestiarien und Monstrenliteratur). Die Beschreibung einer hohlen Erde mit einem inneren, belebten Himmelskörpersystem basiert dagegen auf Theorien, die seit dem 17. Jahrhundert ernsthaft diskutiert wurden.
Der Roman ist zwar in der Ich-Form geschrieben, bedient sich aber der Distanzierung und Verfremdung. Einige Gestalten des Romans, so auch Klim, tragen die Namen realer Personen, ohne mit diesen übereinzustimmen. Die Nachschrift gibt vor, dass es sich um einen eigenhändig geschriebenen Bericht Klims handelt. Dieser sei nach Klims Tod von „Abelin“ ins Lateinische übersetzt und erst nach Abelins Tod publiziert worden. Die zweite Ausgabe von 1745 stellt eine zusätzliche Verteidigungsrede an den Anfang, die auf die erste Ausgabe von 1741 Bezug nimmt. Darin verwahren sich die angeblichen Enkel Klims gegen den Vorwurf, die Geschichte gehöre unter die „Ammenmärchen“, und versprechen eine baldige Fortsetzung der Geschichte der Fünften Monarchie. Es habe in ihrem Auftrag bereits eine neue Unterweltsreise durch einen in Geheimlehren bewanderten Finnen stattgefunden.

## Rezeption
Holberg veröffentlichte sein Werk in Deutschland, weil er die strenge Zensur unter König Christian VI. befürchten musste. Er hielt Europas spätabsolutistischen Staaten und Gesellschaften den Zerrspiegel eines fiktiven Kosmos vor, der sie zum Vorbild hatte. In dieser erfundenen Welt entsprechen weder Klim noch die meisten von ihm besuchten Länder und Völker den Ansprüchen der Aufklärung. Mit dem oft eingebildeten Ich-Erzähler kann sich das Publikum nicht wirklich identifizieren. Es soll vielmehr über ihn und dessen Wahrnehmungen, Ansichten und Taten kritisch nachdenken.

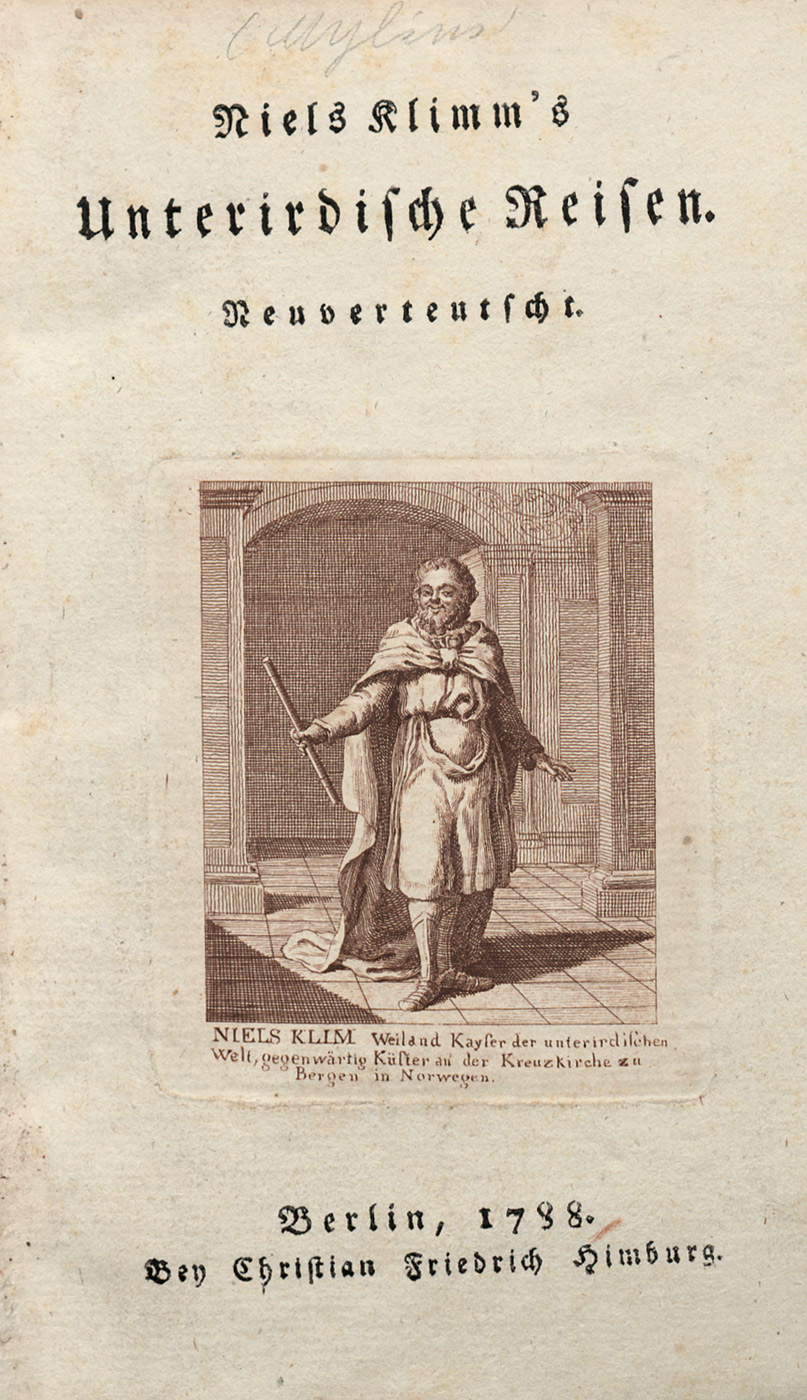
Titelseite der deutschen Ausgabe von 1788.
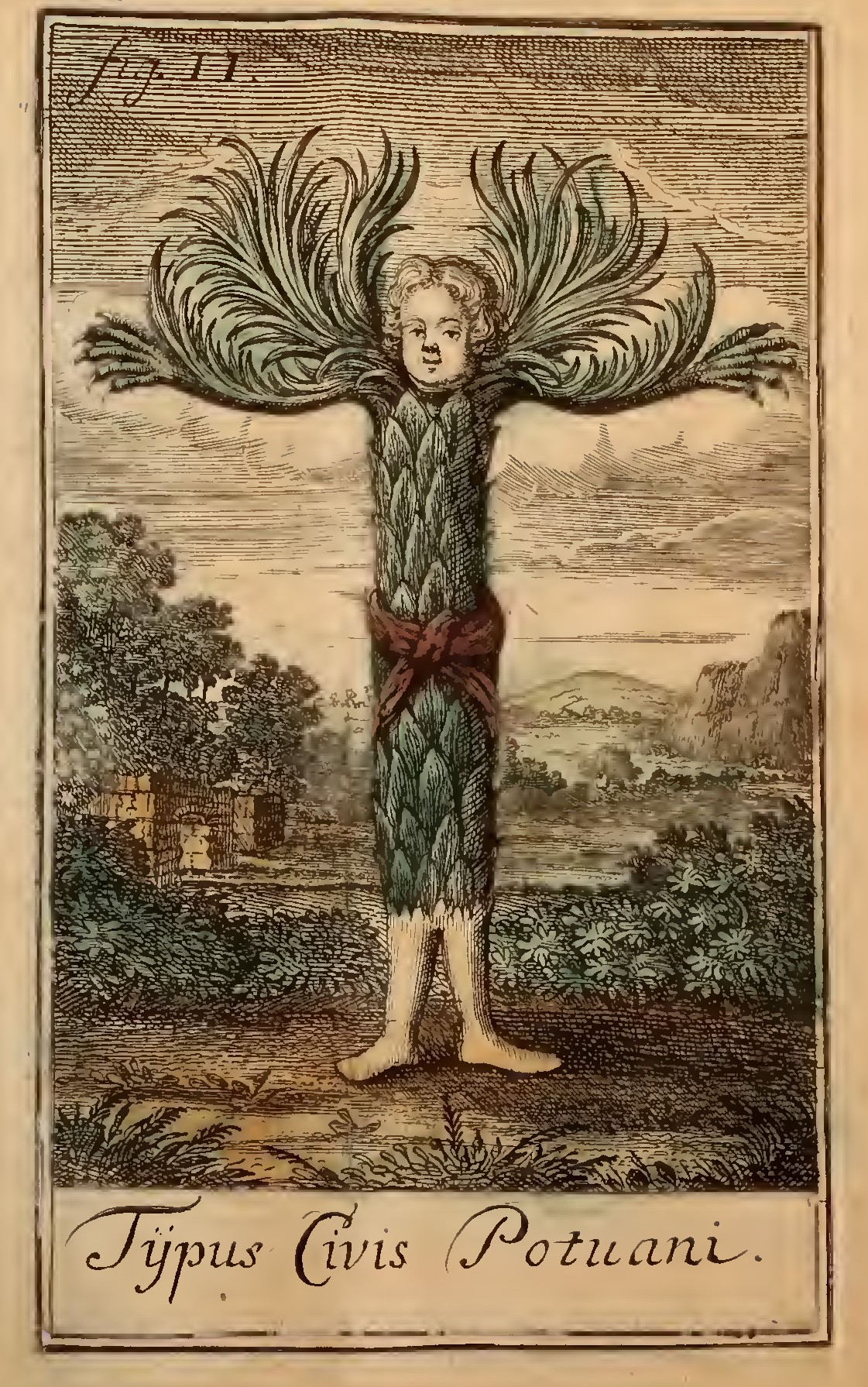
Typus Civis Potuani („Ein typischer Potuaner“). Illustration der Erstausgabe, 1741. Vorlage für den Umschlag der dritten Auflage von Zettel's Traum

Die Mischung aus Phantastik und Satire sowie die darin eingewobene philosophische Kritik zielten auf den Zeitgeist einer modernen Bildungselite. Zudem erschloss der unterhaltsame, humoristische Schreibstil ein breites Publikum. Das Iter subterraneum war einer der international populären Romane des 18. Jahrhunderts. Innerhalb weniger Jahrzehnte erschienen rund dreißig Ausgaben und Übersetzungen in vielen wichtigen Volkssprachen (Französisch, Deutsch, Holländisch, Englisch, Schwedisch, Russisch, Ungarisch und Dänisch). Auch im 19. Jahrhundert und 20. Jahrhundert fand der Text noch Anklang. So erwähnt ihn Edgar Allan Poe im Fall des Hauses Usher, Mary Shelley las das Werk, als sie Frankenstein schrieb, und Arno Schmidt verwendete die Illustration eines Potuaners für den Umschlag der dritten Auflage von Zettel’s Traum, worin Holbergs Roman mehrfach erwähnt wird. In Dänemark wird seit 2012 der Nils-Klim-Preis für Werke aus dem Bereich der Science-Fiction vergeben.
Holberg hat das Genre der Unterweltsfantastik inspiriert, deren bekanntester Vertreter die Reise zum Mittelpunkt der Erde ist (Jules Verne, 1864). Giacomo Casanova schrieb die Unterweltsutopie Icosaméron (1788), in der er auf Niels Klims Reise durch die Unterwelt verwies. In Dänemark und Norwegen behielt der Roman seine Popularität bis in die Gegenwart und wurde sogar in einer dänischen Fernsehserie verfilmt (Niels Klims underjordiske rejse, 1984). Spekulation bleibt, ob sich J. R. R. Tolkien beim Herr der Ringe („Nazars“ Baumwesen erinnern stark an die von „Mittelerde“) und Pierre Boulle für den Planet der Affen beeinflussen ließen.

## Sprache
Der Roman ist in einem eleganten und leicht verständlichen Latein geschrieben, das die Sentenz der Periode vorzieht. Dieses ist durchsetzt mit direkten und indirekten Anleihen aus Werken Vergils, Ovids, Juvenals und anderer antiker Autoren. Zuweilen zitiert Holberg lateinische Epigramme, die er selbst verfasst hat. Neulateinische und fachsprachliche Neologismen bereichern den klassischen Wortschatz. Den Text schmückt Holberg mit Ausdrücken aus den erfundenen Sprachen des Planeten „Nazar“ und des Firmaments.
Das originale Latein des Iter subterraneum begründet sich einerseits im Sprachkönnen Holbergs, während das Dänische und Norwegische der damaligen Zeit erst noch als Literatursprache ausgebildet werden mussten (wozu Holberg mit eigenen volkssprachlichen Werken und die dänisch-norwegische Übersetzung des Romans allerdings viel beitrugen). Anderseits hatte Holberg ein kosmopolitisches Publikum, die europäische „Gelehrtenrepublik“, als Rezipienten im Auge. Dieses ließ sich auf Latein schnell erreichen. Holberg musste die Übersetzung aus seiner eigenen, wenig gängigen Muttersprache nicht abwarten.

## Textausgaben
- Ludvig Holberg: Nicolai Klimii iter subterraneum. Kopenhagen und Leipzig 1741 (Erstausgabe)
- Ludvig Holberg: Nicolai Klimii iter subterraneum. Recognovit, notis illustravit, indice instruxit Carolus Guil. Elberling. Kopenhagen 1866 (Kritische Edition)
- Ludvig Holberg: Nicolai Klims Unterirdische Reise […]. Franckfurt am Mayn, Hechtel 1750 (Digitalisat der Bayerischen Staatsbibliothek, München)